# Шрі Свамінараян Мандір
Шрі Свамінараян Мандір Лондон (англ. BAPS Shri Swaminarayan Mandir London) — індуїстський храм Лондона. Побудований повністю з використанням традиційних методів та матеріалів. Перший автентичний індуїстський храм Великої Британії. Це також перший в Європі традиційний індуїстський кам'яний храм, на відміну від перероблених світських будинків. 

## Історія
Мандір був побудований і фінансувався повністю індуїстською громадою. Весь проект тривав п’ять років, хоча саме будівництво мандіру було завершено за два роки. Будівельні роботи розпочались у серпні 1992 року. У листопаді 1992 року храм зафіксував найбільшу заливку бетоном у Великої Британії, коли за 24 години було покладено 4500 тонн, щоб створити фундаментний килимок товщиною 1,8 метра. Перший камінь був закладений у червні 1993 року; через два роки будівля була завершена. 

## Галерея

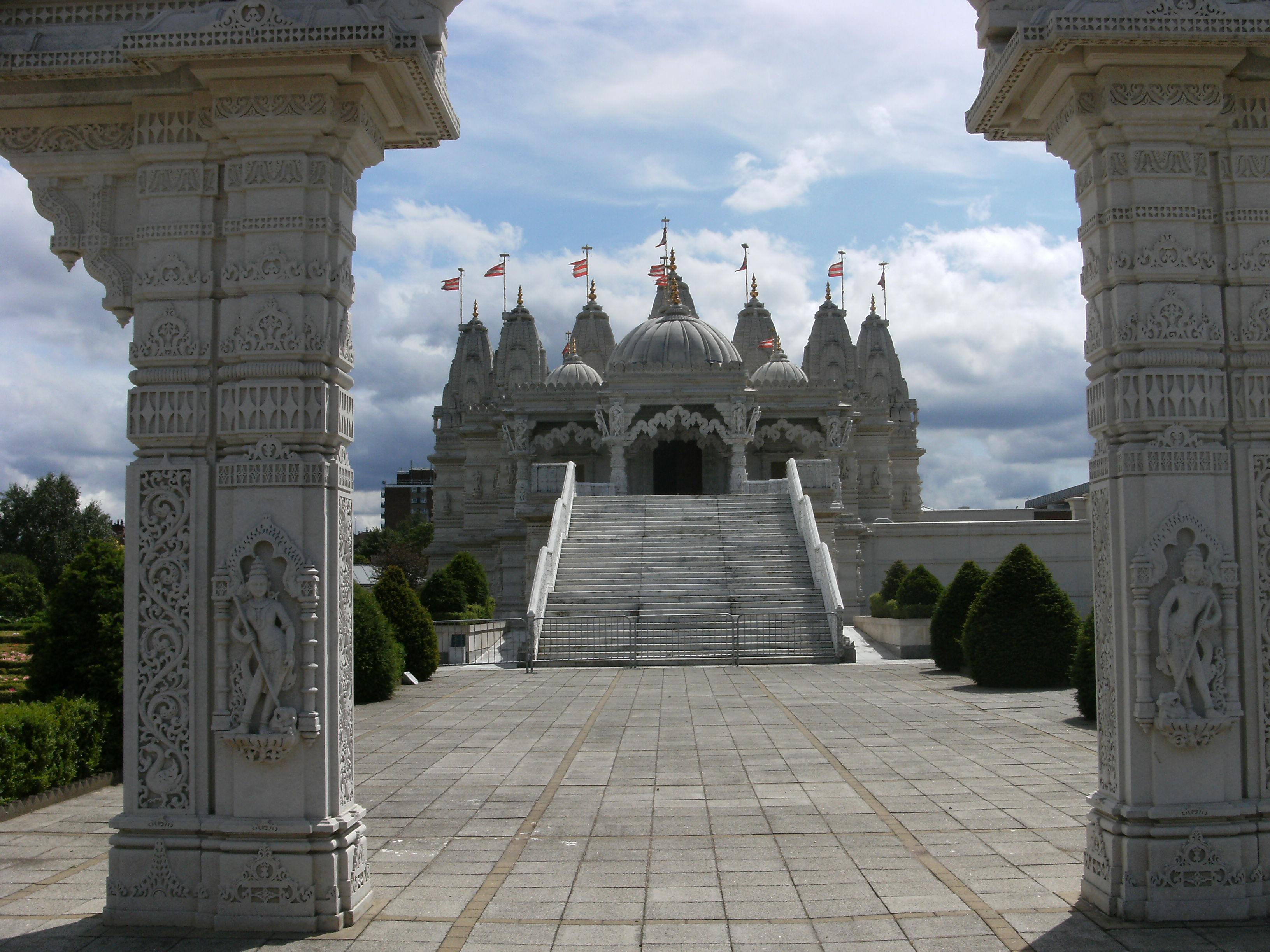
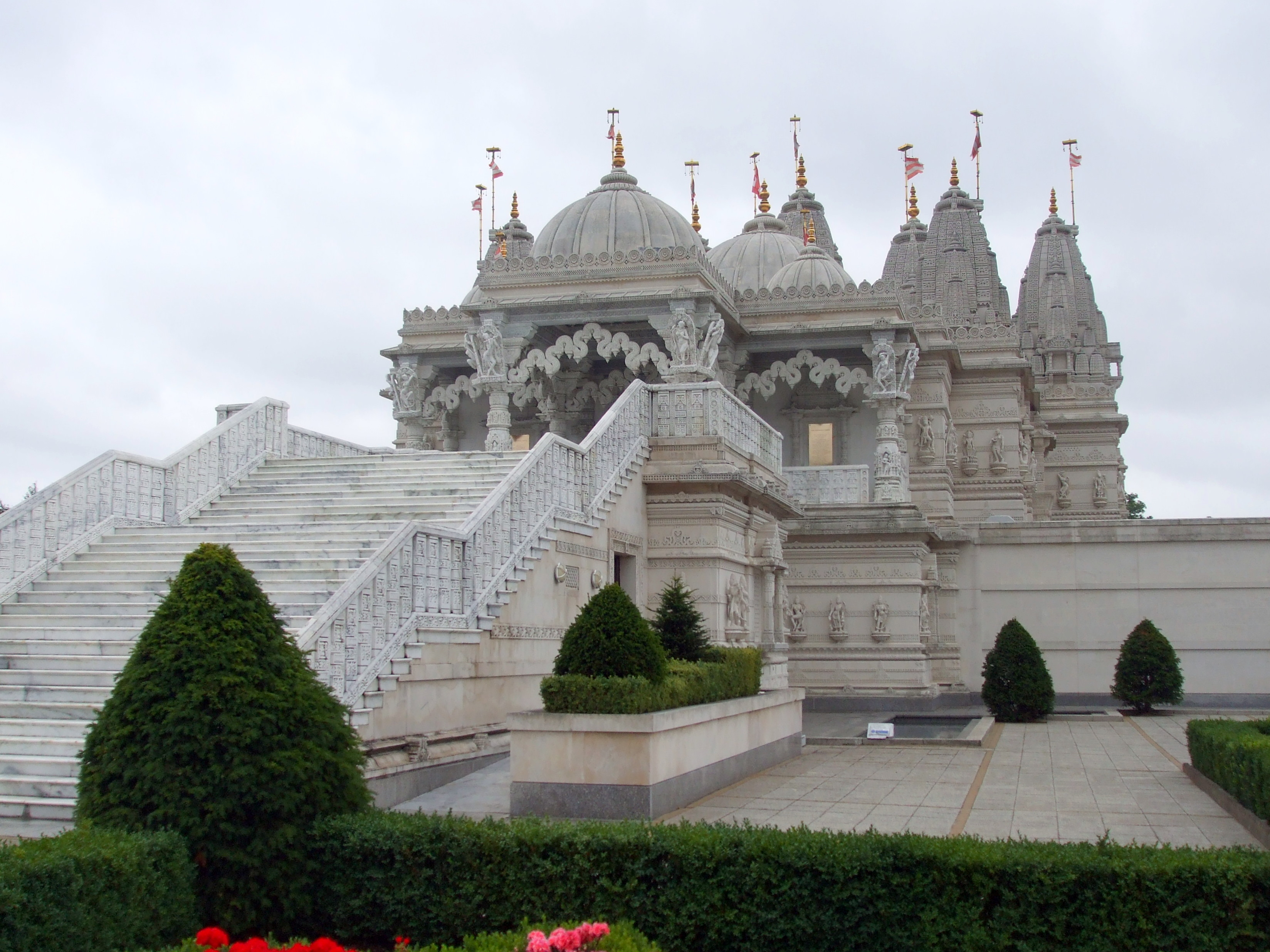
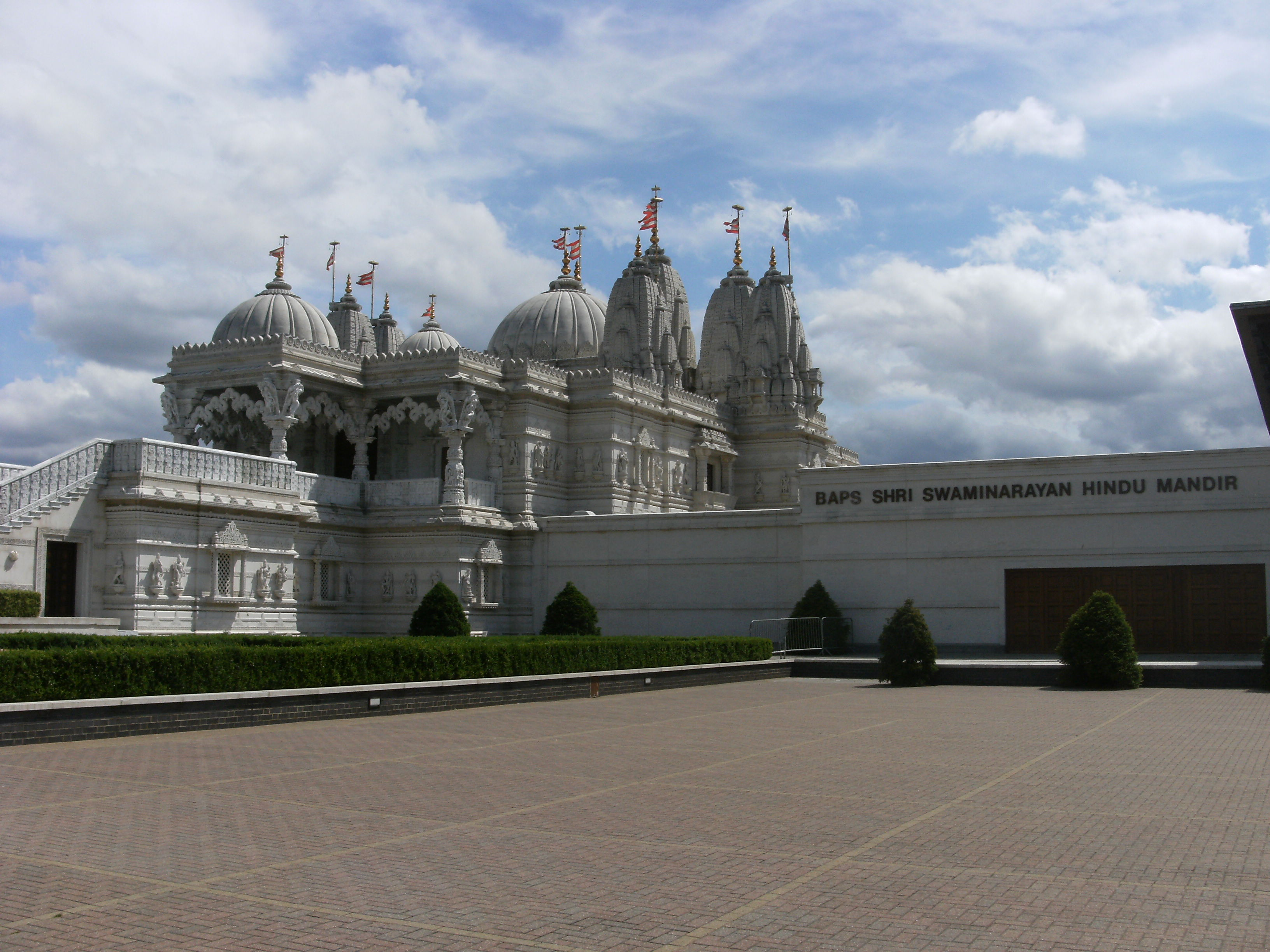
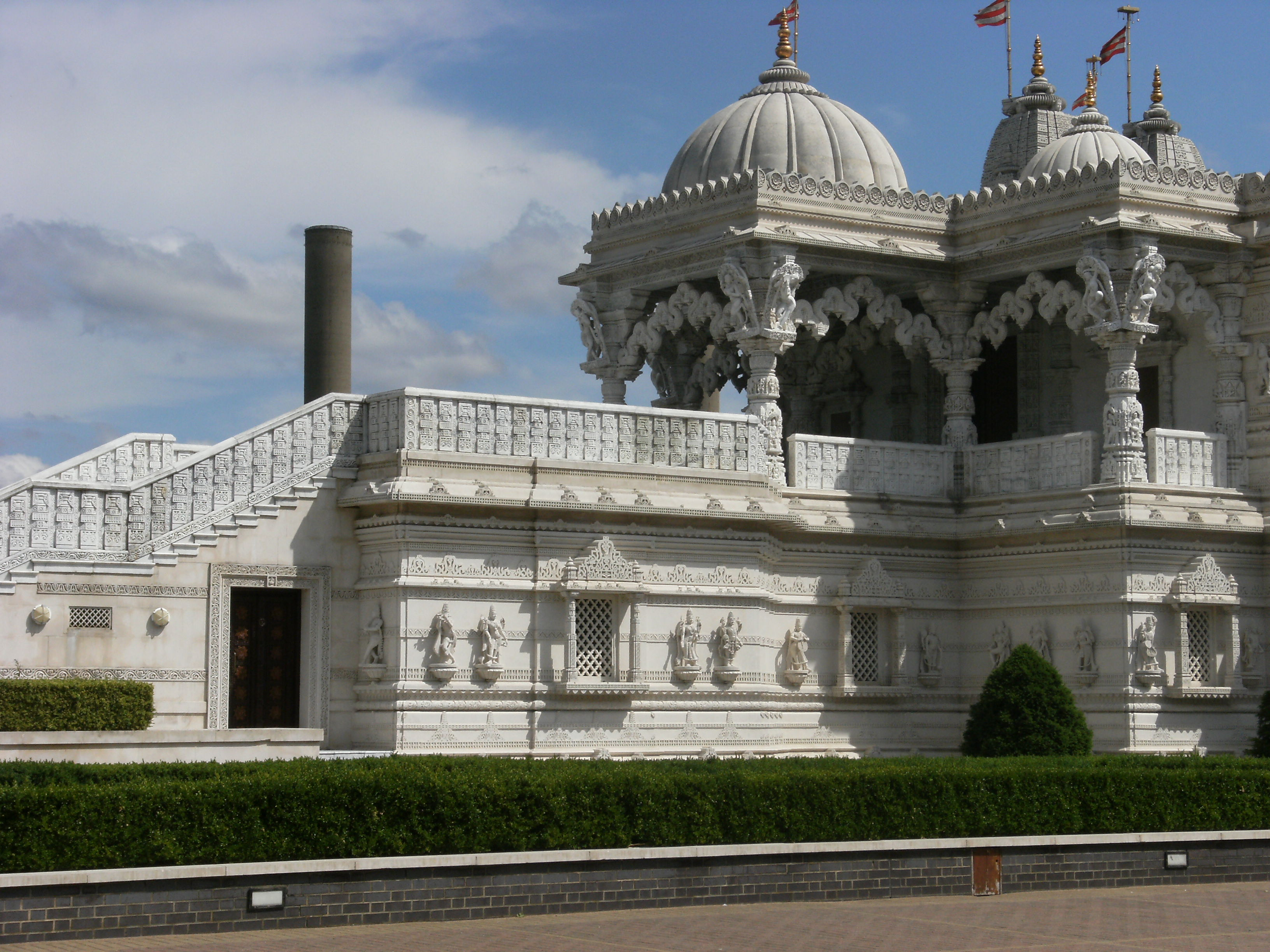
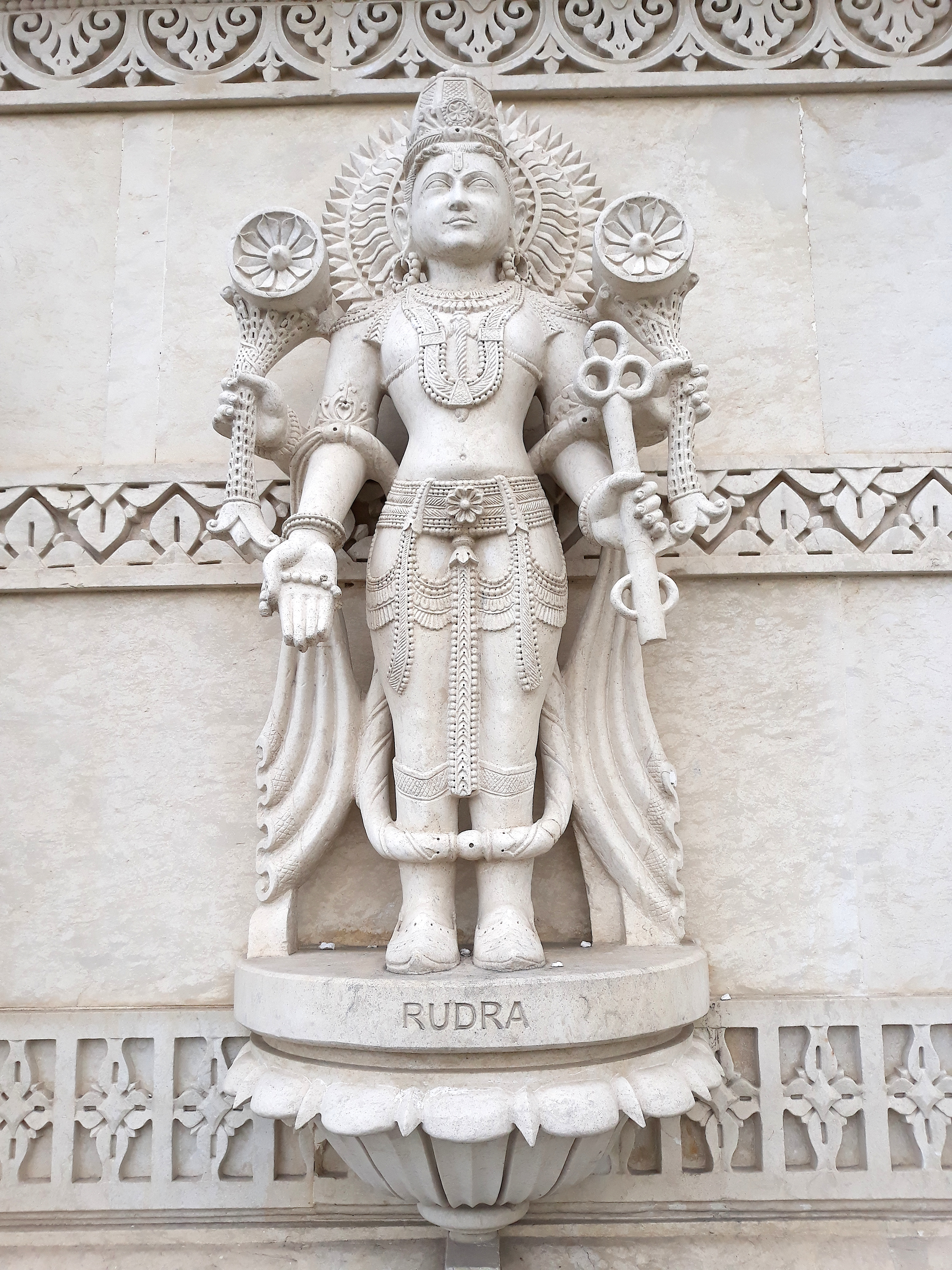
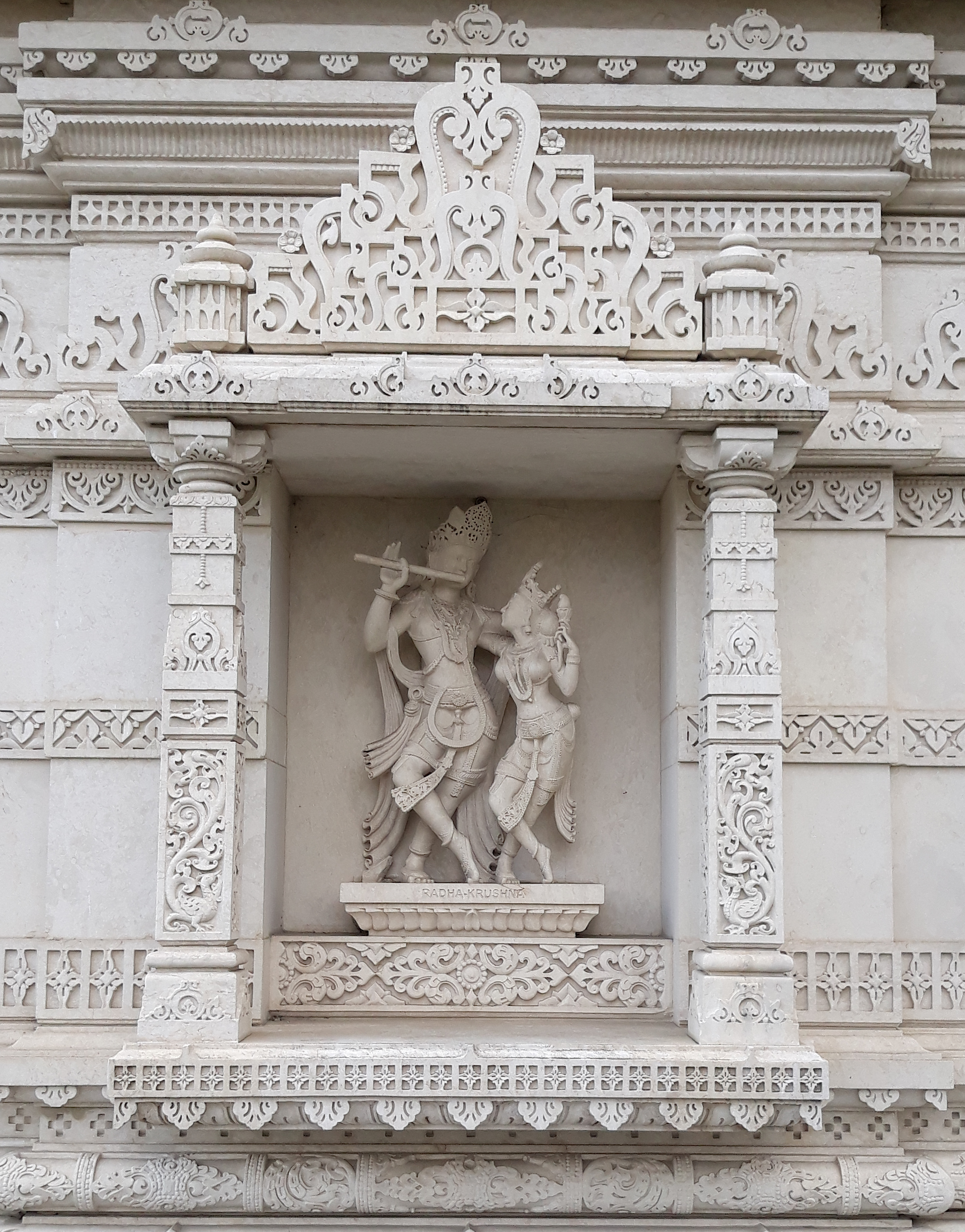